# Unstoppable (película de 2010)
Unstoppable (conocida como Imparable en España, México, Chile y Argentina) es una película estadounidense de 2010 perteneciente al género de acción, drama y humor negro. Es producida y dirigida por Tony Scott y protagonizada por Denzel Washington, Chris Pine y Rosario Dawson. El argumento está inspirado libremente en el incidente CSX 8888, un hecho real que ocurrió el 15 de mayo de 2001 en Walbridge, Ohio.
Fue estrenada el 12 de noviembre de 2010 en Estados Unidos mientras que en España se estrenó el 13 de enero de 2011, en ese mismo año se estrenó en Chile y Argentina. Recibió críticas generalmente positivas, numerosos críticos indicaron que había ciertas similitudes con la película Speed (1994), protagonizada por Keanu Reeves y Sandra Bullock. Con un presupuesto estimado en 100 millones de dólares ha sumado en las taquillas mundiales 167 millones.

## Argumento
Frank Barnes (Denzel Washington) es un buen empleado del Ferrocarril de Allegheny y Virginia Occidental (AWVR) con 28 años de experiencia que ha sido notificado de su despido por correo debido a su edad, por recortes en la empresa y debe abandonar su empleo en 90 días, para recibir injustamente solamente media jubilación. Will Colson (Chris Pine) es un joven aprendiz de maquinista de un grupo llamado despectivamente "los chaqueta amarilla", debido a que deben usar un chaleco de este color para que los demás trabajadores sepan que se encuentra en entrenamiento, y que supuestamente es su reemplazo. Ambos son designados por la empresa para tomar el control de la locomotora 1206 con un tren de carga de 25 vagones, para conducirlo hasta un poblado cercano en Virginia.
Por otro lado, un par de maquinistas notoriamente incompetentes llamados Dewey (Ethan Suplee) y Gileece deben iniciar la marcha con un tren llamado "el Triple 7" (777) de 800 m de largo compuesto por 39 vagones, varios de ellos se encuentran cargados de químicos tóxicos inflamables y combustible diésel con dos locomotoras en cabeza. El maquinista Dewey y su ayudante Gileece cometen una serie de graves violaciones a las normas de seguridad al no empalmar las mangas de freno de aire de los vagones antes de sacar el tren bajo sus palabras "Ya los conectarás cuando Bunny deje de tocar los huevos", Dewey observa que la última aguja de salida de la estación se encontraba mal dirigida y a Gileece no le daba la distancia para llegar, por lo que Dewey decide bajar del tren aún en marcha pese a las advertencias de Gileece de que no lo haga, dejando el tren momentáneamente sin conductor con el freno automático independiente puesto, en marcha a baja velocidad (en un tren normalmente existe un sistema de seguridad llamado hombre muerto, en el cual si el regulador (acelerador) o los frenos no son accionados al mismo tiempo por el maquinista en un tiempo límite de 30 segundos, automáticamente da la alarma y acciona la urgencia del freno parando el tren, para ello el maquinista debe pisar un pedal en el suelo, cada vez que este sistema le avisa indicando que está a los mandos del tren). Por desgracia dicho sistema funciona con los frenos de aire del tren (que no están empalmados), por lo que se desactiva y el acelerador vuelve a su posición anterior (máxima potencia) justo cuando Dewey logra cambiar la aguja. Por desgracia el tren automáticamente se acelera y Dewey corre para subir pero no lo logra pese a que se agarra al pasamanos y tropieza al acelerarse el tren, el cual se queda a la deriva sin control por una vía que pasa por la ciudad de Stanton, que conduce directamente al tren operado por Frank y Will y a un tren de pasajeros cargado de niños que viene en sentido contrario.
Las maniobras de emergencia para tratar de detener el tren fracasan activando la alarma y el pánico en el centro de operaciones de Virginia Railroad, liderado por la jefa de tráfico Connie Hooper (Rosario Dawson) quien, además, está bajo la supervisión de un muy poco juicioso director-gerente, Oscar Galvin (Kevin Dunn) que, al estar en su oficina, no está muy informado de lo que pasa con los trenes en las estaciones, por lo que proceden a controlar los más de 100 pasos a nivel de la vía por la que discurre el triple 7, y encargan a Ned Oldham, un soldador de la empresa, que persiga al tren con su camioneta escoltado por la policía y bomberos.
Entre tanto, los intentos por parar el convoy que llega a alcanzar los 130 km/h hacia zonas pobladas como Arklow con 20.000 residentes y Stanton con 800.000 residentes han fracasado: Primero Dewey y Gileece lo intentan alcanzar con un combinado, pero fracasan al chocar la puerta de la camioneta con un semáforo y acabarse la vía paralela; luego intentan frenar el tren con dos locomotoras al frente mientras lo asaltan saltando desde un helicóptero derivando en el fallecimiento del maquinista y dejando herido a otro funcionario, después le disparan a un dispositivo de corte de combustible para que deje de acelerar y por último usan 4 calces descarriladores portátiles para descarrilarlo a la altura de Arklow. Más tarde, Will y Frank deciden acoplar la locomotora de su tren por detrás a la inversa y contrarrestar la potencia del 777, lo consiguen e intentan frenar usando el regulador junto con el freno de servicio y el dinámico (Freno eléctrico) que fracasan al quemarse, por lo que Frank decide saltar de vagón en vagón accionando los frenos manuales para frenarlo. Mientras tanto los medios locales cubren la noticia al mismo tiempo que varios pueblos fueron evacuados mientras que las hijas de Frank veian la acción desde el restaurante Hooters donde estaban trabajando y Darcy, la novia de Will y su hijo miraban la transmisión desde su casa, antes de irse con la hermana de ella por la orden de evacuación. Al llegar a Stanton, los espera una curva cerrada, que se debe tomar a menor velocidad y está flanqueada por los tanques de combustible de una refinería. Frank salta los vagones accionando los frenos manuales de cada vagon para frenar el tren, reduciendo su velocidad a 40-50 km/h al entrar en la curva, mientras que Will acciona el freno independiente de la locomotora a toda potencia, el tren se inclina hacia fuera un poco al entrar en la curva, cayéndose un cargamento de tubos donde estaban los tanques de combustible evitando que estos exploten. No obstante, Will aprieta por tercera vez el freno independiente volviendo al tren a su posición antes de inclinarse venciendo la curva y Frank intenta llegar a la locomotora, pero se bloquea al llegar a dos plataformas con mucho desnivel de altura y separación, mientras el tren vuelve a ganar velocidad. Rápidamente, Ned alcanza con su escolta la locomotora de Frank y Will y le grita a él para que salte, cosa que decide hacer pese a su lesión de la pierna debido a que había intentado enganchar manualmente el tren Triple 7 con el de ellos desde atrás. Rápidamente, Ned acelera a fondo su camioneta hasta alcanzar la locomotora, Will salta al pasamanos y logra encontrar su equilibrio agarrándose fuerte, por lo que sube a la locomotora, entra en la cabina, y desactiva el acelerador poniendo fin a la persecución. Al detenerse por completo, Will se reconcilia con su novia y su hijo, y se celebra una ceremonia de honor a Ned, Frank, Will y Connie. Frank al final no será despedido, Will y su mujer se besan y Ned contesta a la prensa diciendo que no tenía miedo a lo que ocurría.
En los créditos se muestra que Connie Hooper es ahora la directora de la empresa, en sustitución de Oscar Galvin, así como que Dewey fue despedido de la empresa por sus infracciones cometidas y encontró trabajo en un restaurante de comida rápida. También se muestra que Frank logró jubilarse y que Will y Darcy se casaron y esperan a su segundo bebé.

## Reparto
- Denzel Washington es Frank Barnes.
- Chris Pine es Will Colson.
- Rosario Dawson es Connie Hooper.
- Kevin Dunn es Oscar Galvin.

## Producción

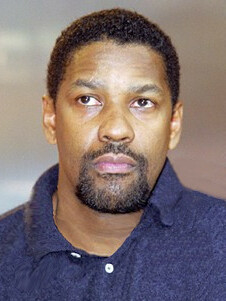
Denzel Washington como Frank.

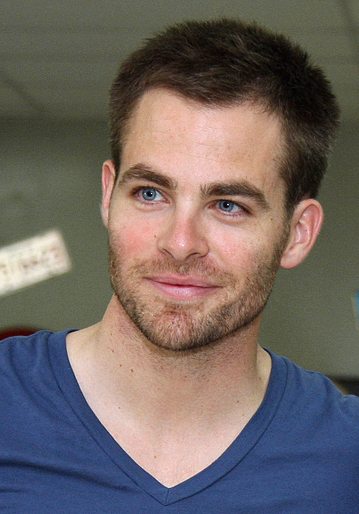
Chris Pine como Will.

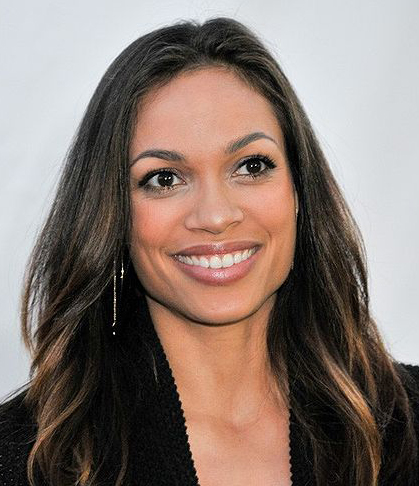
Rosario Dawson como Connie.

La película estuvo en desarrollo desde el año 2004. En diversos momentos, hasta el inicio de la filmación, directores como Martin Campbell o Robert Schwentke estuvieron unidos al proyecto. El guion, escrito por Mark Bomback, está basado en un hecho real ocurrido el 15 de mayo de 2001 en Toledo, Ohio, Estados Unidos, cuando el "Crazy Eights" (el conjunto CSX 8888), un tren de 47 vagones, sin conductor, estuvo fuera de control durante 105 km, a lo largo de tres condados, en el sur de Estados Unidos. Nadie resultó herido en el incidente. La productora de la película pidió a Denzel Washington y a Tony Scott que rebajaran su salario, ofreciéndoles 16 millones al primero (frente a su caché de 20) y 6 al segundo, frente a su estándar de 9 millones. El actor afroamericano recomendó al director del film que Chris Pine interpretara el personaje de Will.
El rodaje empezó el 29 de agosto de 2009, en diversas localidades de los estados de Ohio (Virginia Occidental, Pensilvania, Nueva York y California). Paradójicamente durante la filmación, el 21 de noviembre uno de los trenes usados para la película descarriló mientras se rodaba una escena en Bridgeport, Ohio. Nadie resultó herido en el incidente, pero se paró la producción durante el resto del día. Para las escenas peligrosas Chris Pine rodó todos su planos, pero Denzel Washington tuvo siete dobles (uno para cada día de la semana). Tony Scott declaró que "Denzel tiene miedo a las alturas y yo lo tuve subido a un tren bastante alto. No fue tarea fácil, pero en la película cuando se le ve subido en el techo de uno es realmente él, no es CGI". Por otro lado el actor tuvo como asesor a un verdadero maquinista, James Knowlton, que fue quién en la vida real frenó al CSX8888, con el fin de dar una mayor credibilidad a las escenas.

## Recepción

### Respuesta crítica
Según la página de Internet Rotten Tomatoes obtuvo un 86% de comentarios positivos, llegando a la siguiente conclusión: «Un filme tan rápido, fuerte e implacable como el tren protagonista, Imparable es un efectivo entretenimiento y la mejor película de Tony Scott en años". El crítico cinematográfico Roger Ebert escribió para el Chicago Sun Times que: «En términos de artesanía, es una película soberbia». Todd McCarthy señaló en la revista Variety que: «La mejor película de acción criminal en Dios sabe cuánto tiempo... este thriller lleno de tensión sobre un tren a la fuga exhibe una sencillez que resulta satisfactoria por sí misma». Según Metacritic obtuvo un 69% de comentarios positivos, basado en 34 comentarios de los cuales 24 son positivos.

### Premios
Premios Óscar
| Año  | Categoría               | Película            | Resultado |
| ---- | ----------------------- | ------------------- | --------- |
| 2011 | Mejor edición de sonido | Mark P. Stoeckinger | Candidato |

### Taquilla
Se estrenó en 3207 salas estadounidenses y entró en segunda posición en la taquilla con 22,6 millones de dólares, con una media por sala de 7075 dólares, por delante de Due Date y por detrás de Megamind. Recaudó en Estados Unidos 81 millones. Sumando las recaudaciones internacionales la cifra asciende a 167 millones. El presupuesto fue de aproximadamente 100 millones de dólares. En la siguiente tabla se muestran los diez primeros países donde mayores cifras obtuvo:
| País           | Recaudación (en USD) |
| -------------- | -------------------- |
| Estados Unidos | 81 562 942           |
| Japón          | 12 807 068           |
| China          | 9 854 870            |
| Reino Unido    | 7 205 520            |
| Australia      | 5 977 260            |
| Francia        | 4 913 441            |
| España         | 4 218 424            |
| México         | 3 956 996            |
| Rusia          | 3 206 005            |
| Corea del Sur  | 2 855 916            |